# E-Motion
E-Motion (ook bekend onder de namen The Game of Harmony en Sphericule) is een videospel voor verschillende platforms. Het spel werd uitgebracht in 1990. Het speelveld wordt van bovenaf weergegeven.

## Platforms
| Jaar | Platform                                                     |
| ---- | ------------------------------------------------------------ |
| 1990 | Amiga, Amstrad CPC, Atari ST, Commodore 64, DOS, ZX Spectrum |
| 1995 | Game Boy                                                     |

## Ontvangst
| Beoordeeld door        | Platform     | Datum      | Score |
| ---------------------- | ------------ | ---------- | ----- |
| Génération 4           | Atari ST     | april 1990 | 91%   |
| Génération 4           | Amiga        | april 1990 | 91%   |
| Zzap!                  | Amiga        | april 1990 | 89%   |
| Amiga Power            | Amiga        | mei 1991   | 83%   |
| CU Amiga               | Amiga        | april 1990 | 74%   |
| Power Play             | Amiga        | juli 1990  | 69%   |
| Video Games            | Game Boy     | juni 1991  | 68%   |
| Power Play             | Game Boy     | juli 1991  | 68%   |
| Power Play             | Commodore 64 | juli 1990  | 60%   |
| Game Informer Magazine | Game Boy     | juni 2007  | 50%   |